# Mystriophis
Mystriophis è un genere di pesci marini appartenenti alla famiglia Ophichthidae e alla sottofamiglia Ophichthinae.

## Distribuzione e habitat
Questo genere è limitato all'oceano Atlantico orientale nelle aree tropicali e subtropicali. Esistono segnalazioni della specie Mystriophis crosnieri per il mar Mediterraneo occidentale.

## Tassonomia
Il genere comprende 2 specie:
- Mystriophis crosnieri
- Mystriophis rostellatus